# Ignacy Jakub III
Ignacy Jakub III (ur. 12 października 1912, zm. 26 czerwca 1980) – duchowny kościoła jakobickiego. W latach 1957–1980 syryjsko-prawosławny patriarcha Antiochii.